# Giovanni Giordano Lanza
Giovanni Giordano Lanza (Napoli, 21 gennaio 1827 – Napoli, 4 gennaio 1898) è stato un disegnatore, pittore e acquarellista di scuola napoletana, italiano.

## Biografia
Disegnatore e acquerellista d'elezione, meno incline alla tecnica ad olio, Giovanni Giordano Lanza fu principalmente pittore di marine e paesaggi.
Frequentò il Reale Istituto di Belle Arti dal 1843 sotto la guida di Gabriele Smargiassi ma è soprattutto al di fuori degli schemi accademici che avvenne la sua maturazione artistica dopo essere entrato in contatto con Teodoro Duclère e Giacinto Gigante dai quali trasse la migliore ispirazione per le sue opere orientate ad una produzione di stampo posillipista come attesta una Veduta di Napoli dalla Conocchia realizzata da Duclère e presa fedelmente a modello dal Lanza.
Al Gigante, che rappresentò un riferimento costante per l'artista, aderiscono inoltre gli schemi compositivi di numerose opere come suggeriscono anche alcuni disegni, attualmente conservati presso il Museo di San Martino a Napoli, con annotazioni manoscritte sul luogo e la data di esecuzione che indicano il Lanza come uno studioso seriamente impegnato nell'analisi della ripresa dal vero. Disegni che diventarono fonte di ispirazione per la sua produzione acquerellata più rappresentativa che si attuò fra gli anni Quaranta e Settanta del XIX secolo.
Con la maturità artistica partecipò a numerose mostre ed esposizioni nazionali d'arte cominciando con due biennali Borboniche: nel 1851 con l'acquarello Interno della chiesa di Santa Chiara, premiato con una medaglia d'argento e nel 1859 con il disegno Sagrestia della chiesa di San Martino. Nel 1861 fu presente alla I Esposizione Italiana di Firenze, con Interno della chiesa di San Filippo Neri. All'esposizione della Società Promotrice di Napoli del 1862, presentò due opere: Interno dei Gerolomini e Paesaggio di Sant'Arcangelo alla Cava e nel 1863 espose Interno di San Lorenzo. Nel 1872 presentò alla Mostra Nazionale di Milano Sorrento e Templi di Pesto.
Contestualmente alle esposizioni, arrivarono anche diverse committenze di prestigio come quella della famiglia reale borbonica che acquistò un Interno della sacrestia di San Martino. Per l'imperatore Napoleone III, eseguì nel 1860 due acquerelli: Marina di Santa Lucia e Interno dei Gerolimini mentre dipinse una Veduta della piazza di Amalfi per il re Vittorio Emanuele II. Nel 1862 per il principe del Cassaro completò un olio su tela raffigurante la Reggia di Caserta e per la famiglia reale dei Savoia l'olio Sant'Arcangelo alla Cova. Per la duchessa di Genova Elisabetta di Sassonia eseguì Napoli da Mergellina e nel 1872 Dintorni di Napoli acquistato dall'Imperatore di Russia.
L'ultima produzione del Lanza seguì fedelmente un'iconografia che guardava ancora ai trascorsi non più esistenti della Scuola di Posillipo e dei suoi primi grandi interpreti, per ridursi a riprese di scene languide e malinconiche evidenziate nel monocromatismo delle tinte e dalle pose fluide ma stanche dei soggetti. L'ultima opera, un disegno datato 1893, è ancora un perspicace lavoro di indagine della realtà eseguito dal vero, frutto di una tradizione pittorica che vide l'artista sempre indissolubilmente legato ai suoi luoghi d'origine.

### Opere in musei e collezioni
- Il suo dipinto Interno di chiesa, circa 1859, si trova nel Museo di Capodimonte.
- La Galleria dell'Accademia (Napoli) possiede due acquarelli con inchiostro di China, firmati e datati 1864: Pompei, 44,2x27,9 cm e Una via di Pompei, 49,5x29,6.[3]

### Altre sue opere
- Barche in secca sulla riva, gouache su cartoncino, 24,5x41,7 cm
- Veduta di Napoli, olio su tavoletta, 11,5x17,5 cm
- Tempio di Nettuno a Paestum, olio su tela, 30x39 cm
- Veduta di Atrani dalla strada per l'Hotel Luna, acquerello su carta, 43x76 cm